# Pierre Mviena
L'abbé Pierre Mviena (ou Pierre Mviena Obama), né le 8 juin 1915 à Ahala dans l'arrondissement de Yaoundé III et mort le 21 février 1988 à l'âge de 73 ans, est un religieux catholique et essayiste camerounais francophone.
En 1960 il publie en collaboration avec le Spiritain Jean Criaud une Géographie du Cameroun.
Directeur national de l'enseignement catholique de 1969 à 1977, il fut aussi le Secrétaire permanent de la Conférence épiscopale nationale du Cameroun (en) de 1970 à 1973.
En 1968 il soutient à Rome une thèse de théologie, La notion de péché chez les Bëti du Sud-Cameroun face à la Révélation chrétienne. À partir de ces travaux, il publie L'univers culturel et religieux du peuple béti, qui lui vaut le Grand prix littéraire d'Afrique noire en 1971.